# Keijenborg
Keijenborg est un village appartenant à la commune néerlandaise de Bronckhorst. Le 1er janvier 2007, le village comptait 1 580 habitants.